# Уайт (округ, Иллинойс)
Уайт (англ. White County) — округ в штате Иллинойс, США. Официально образован в 1815 году. По состоянию на 2010 год, численность населения составляла 14 665 человек.

## География
По данным Бюро переписи США, общая площадь округа равняется 1 300,181 км2, из которых 1 282,051 км2 — суша, и 18,389 км2, или 1,400 % — это водоёмы.

## Население
По данным переписи населения 2000 года в округе проживает 14 665 жителей в составе 6534 домашних хозяйств и 4377 семей. Плотность населения составляет 12,00 человек на км2. На территории округа насчитывается 7393 жилых строения, при плотности застройки около 6,00-ти строений на км2. Расовый состав населения: белые — 98,22 %, афроамериканцы — 0,26 %, коренные американцы (индейцы) — 0,34 %, азиаты — 0,16 %, гавайцы — 0,01 %, представители других рас — 0,16 %, представители двух или более рас — 0,85 %. Испаноязычные составляли 0,67 % населения независимо от расы.
В составе 26,80 % из общего числа домашних хозяйств проживают дети в возрасте до 18 лет, 56,60 % домашних хозяйств представляют собой супружеские пары, проживающие вместе, 7,60 % домашних хозяйств представляют собой одиноких женщин без супруга, 33,00 % домашних хозяйств не имеют отношения к семьям, 29,80 % домашних хозяйств состоят из одного человека, 16,60 % домашних хозяйств состоят из престарелых (65 лет и старше), проживающих в одиночестве. Средний размер домашнего хозяйства составляет 2,29 человека, и средний размер семьи — 2,82 человека.
Возрастной состав округа: 21,50 % — моложе 18 лет, 7,70 % — от 18 до 24, 25,30 % — от 25 до 44, 24,60 % — от 45 до 64, и 24,60 % — от 65 и старше. Средний возраст жителя округа — 42 года. На каждые 100 женщин приходится 91,10 мужчин. На каждые 100 женщин старше 18 лет приходится 89,50 мужчин.
Средний доход на домохозяйство в округе составлял 29 601 USD, на семью — 36 580 USD. Среднестатистический заработок мужчины был 30 619 USD против 17 282 USD для женщины. Доход на душу населения составлял 16 412 USD. Около 8,70 % семей и 12,50 % общего населения находились ниже черты бедности, в том числе — 17,70 % молодежи (тех, кому ещё не исполнилось 18 лет) и 9,80 % тех, кому было уже больше 65 лет.